# Редокс-електрод
Редокс-електрод (англ. redox electrode) — інертний електрод (пр., платиновий), потенціал якого визначають редокс реакції, що відбуваються в розчині. Оскільки всі електроди включають окиснення/відновлення на поверхні, то відмінність цих електродів полягає в тому, що окиснені і відновлені молекулярні частинки розчинені в розчині, що оточує електрод.